# Apium prostratum
Apium prostratum är en växtart i släktet sellerier (Apium) och familjen flockblommiga växter. Den beskrevs av Jacques-Julien Houtou de La Billardière och Étienne Pierre Ventenat 1804.
Arten är en två- eller flerårig ört som förekommer i Sydamerika, södra Afrika, Australien och Nya Zeeland.

## Underarter och varieteter
Arten delas in i följande underarter och varieteter:
- A. p. subsp. denticulatum
- A. p. subsp. howense
- A. p. subsp. prostratum
- A. p. var. filiforme